# Ka-15
Ka-15 (ros. Ка-15, oznaczenie NATO Hen) – radziecki śmigłowiec konstrukcji Nikołaja Kamowa przeznaczony dla marynarki wojennej. Był to pierwszy na świecie seryjnie budowany śmigłowiec w układzie współosiowym.

## Historia

### Geneza
25 lipca 1948 roku, na lotnisku w Tuszynie zaprezentowano w locie mały śmigłowiec Ka-8. Maszyna, za sterami której siedział pilot Michaił Gurow, wykonała trzy kręgi nad lotniskiem a następnie wylądowała na platformie ciężarówki ZiS-5. Pokaz wywołał duże wrażenie na obserwatorach, Józefie Stalinie i partycypujących w finansowaniu projektu Ka-8 przedstawicielach radzieckiej marynarki. Bardzo małe rozmiary śmigłowca czyniły go idealną maszyną dla okrętów wojennych. Radziecka flota nie dysponowała dużymi jednostkami, jej trzon stanowiły niszczyciele i mniejsze okręty. Malutki, jednoosobowy Ka-8 mógł z powodzeniem operować z niewielkich pokładów dostępnych okrętów. W 1948 roku Rada Ministrów ZSRR podjęła decyzję o zbudowaniu ulepszonej wersji Ka-8, oznaczonej jako Ka-10. Miała być to maszyna rozpoznawczo-łącznikowa. Ka-10 był tylko niewiele większy od swojego poprzednika. Oblotu śmigłowca dokonano 30 sierpnia 1949 roku i przystąpiono do intensywnych badań maszyny. Pięć seryjnych Ka-10 wzięło udział w próbach wojskowych. Lądowały i startowały na pokładach jednostek różnych klas, od kutrów desantowych, po niszczyciele, krążowniki i pancernik. Wypełniały zadania łącznikowe, były latającymi stanowiskami korygowania ognia artylerii okrętowej, holowały tratwy ratunkowe. Na początku 1953 roku ukazał się raport podsumowujący wyniki prób, w którym podkreślono potrzebę posiadania przez marynarkę pokładowych śmigłowców. Testowana maszyna nie nadawała się jednak do tej roli: Ka-10 miał zbyt mały udźwig by zainstalować na nim dodatkowe wyposażenie, a pilot, siedzący w otwartej kabinie, był narażony na złe warunki atmosferyczne. Remedium miała być nowa konstrukcja, określana jako Ka-15.

### Projekt
Zdając sobie sprawę z niedoskonałości Ka-10, zwłaszcza w kontekście wyśrubowanych wymagań stawianych śmigłowcom morskim, Kamow jeszcze w sierpniu 1950 roku rozpoczął prace projektowe nad jego następcą. Formalne zamówienie na nową konstrukcję złożono 9 czerwca 1951 roku. Zachowano układ współosiowy, ale znacząco - w porównaniu do Ka-10 - powiększono rozmiary śmigłowca. Masa startowa Ka-15 wynosiła 1370 kg, w porównaniu do 370 kg Ka-10. Na pokład obok pilota mógł wejść dodatkowy pasażer lub zamiast niego można było zabrać początkowo około 250 kg ładunku. Co bardzo ważne, maszyna miała obudowaną kabinę załogi zapewniającą jej komfort pracy niemożliwy do osiągnięcia przez poprzednie konstrukcje. 14 kwietnia 1953 roku oblatano ukończony prototyp, za sterami maszyny siedział pilot doświadczalny Dmitrij Jefremow. Wstępne próby nie przebiegały całkowicie pomyślnie. W trakcie lotu cała konstrukcja śmigłowca wpadała w silne drgania, ich źródłem był górny wirnik, umieszczony na wysokim i cienkim wale. Nawet przy nieznacznej asymetrii mocowania łopat, wpadał on w silne drgania, których częstotliwość pokrywała się z obrotami wirników. Przy próbach zaradzenia problemowi drgań, wykorzystano specjalnie zbudowany w 1955 roku śmigłowiec Ka-10M. W maju tego samego roku zakończono próby państwowe maszyny, rekomendując przyjęcie Ka-15 na uzbrojenie marynarki wojennej. Śmigłowiec został skierowany do prób wojskowych. Jedne z nich odbywały się na krążowniku projektu 68bis „Michaił Kutuzow”. W ich trakcie postanowiono przeprowadzić próby porównawcze Ka-15 ze śmigłowcem Mi-1. Maszyna Michaiła Mila była już konstrukcją dopracowaną, od pięciu lat produkowaną seryjnie. Wydawało się być zbędnym luksusem posiadanie zupełnie innej konstrukcyjnie maszyny, śmigłowca pokładowego, w momencie kiedy pod ręką dostępny był już Mi-1. W trakcie prób swoją wyższość ukazała maszyna Kamowa. Ka-15 dzięki swojej zwartej konstrukcji, mniejszym rozmiarom i lepszej manewrowości, mógł operować z pokładu krążownika nawet przy prędkości wiatru dochodzącej do 16 m/s i kołysaniu pokładu dochodzącego do 5°. Mi-1 w takich warunkach nie był w stanie wylądować na pokładzie krążownika. Po pomyślnym zakończeniu prób wojskowych śmigłowiec skierowano do produkcji seryjnej.

### Produkcja
Produkcję seryjną śmigłowca uruchomiono w 1956 roku zakładzie Nr 99 w Ułan Ude. Ogółem w latach 1957-1959 wybudowano 354 śmigłowce, w tym 67 maszyny szkolne oznaczone jako UKa-15. Podstawowa wersja seryjna, po wprowadzeniu w 1956 roku zmian w kinematyce układu nośnego oraz dopracowaniu technologii produkcji, otrzymała oznaczenie Ka-15M. 13 października 1956 roku w powietrze po raz pierwszy wzbiła się cywilna wersja śmigłowca, z wydłużonym kadłubem, mogąca zabrać na pokład pilota i trzech pasażerów, oznaczona jako Ka-18 Malutka. Za sterami maszyny podczas jej pierwszego lotu siedział ponownie Dmitrij Jefremow. Ka-18 również był produkowany w Ułan Ude, w latach 1959-1961 wybudowano 111 egzemplarzy.

## Służba
W 1957 roku Ka-15 wszedł do służby na pokładach okrętów radzieckiej marynarki, która stawiała przed nim dużo szersze zadania niż tylko loty obserwacyjne i łącznikowe. Miał też służyć do zwalczania okrętów podwodnych i wskazywania celów artylerii okrętowej oraz rakietom woda-woda. Nim jednak to nastąpiło, wejście Ka-15 do eksploatacji napotkało przeszkody. Śmigłowiec okazał się być konstrukcją wysoce awaryjną. Niestaranna obsługa, zderzanie się łopat wirników podczas lotu, flatter wirników nośnych, rezonans naziemny, wady technologiczne i fabryczne były powodem awarii i katastrof. Był to problem na tyle istotny, iż w latach 1957-1960 Ka-15 skierowano ponownie na cykl prób, w które zaangażowano duży zespół badawczy; nadzorował on nie tylko badania  maszyn w powietrzu, ale również etapy produkcji poszczególnych części, montażu całości oraz eksploatacji u użytkowników. Działania przyniosły efekty i w 1960 roku śmigłowiec był już konstrukcją w pełni dojrzałą. 
Ze względu na udźwig seryjnych maszyn wynoszący tylko 210 kg i znaczną masę ówczesnej aparatury do wykrywania i zwalczania okrętów podwodnych, do działań ZOP konieczne było współdziałanie co najmniej trzech śmigłowców Ka-15. Jeden z nich zabierał na pokład dwie, jednorazowego użytku, ważące 45 kg pławy radiohydroakustyczne RGB-N, zrzucane ze śmigłowca w przewidywanym rejonie obecności okrętu podwodnego; drugi Ka-15 przenosił na pokładzie aparaturę SPARU-55, odbierającą sygnały od pław. Po zlokalizowaniu wrogiej jednostki, do akcji wchodził trzeci ze śmigłowców, uzbrojony w dwie 50-kilogramowe bomby i celownik OPB-1R. Tak skomplikowany system, wymagający zgrania pracy aż trzech śmigłowców, nie miał szans na użycie liniowe. Badano możliwość przenoszenia przez Ka-15 magnetometru APM-56 Czyta, opuszczanej stacji hydroakustycznej Wiszera, kolejnej stacji hydroakustycznej AG-19 Kliaźma. Żadne z testowanych urządzeń nie znalazło się w standardowym wyposażeniu Ka-15.
Kolejnym zadaniem, jakie miał wypełniać Ka-15, było wskazywanie celów pociskom rakietowym klasy woda-woda. Pod koniec lat 50. XX wieku do służby zaczęły wchodzić niszczyciele projektu 56. W 1959 roku Ka-15 znalazł się na pokładzie niszczyciela „Swietłyj". Planowano wówczas modernizację uzbrojenia okrętów, polegającą na instalacji pierwszych radzieckich kierowanych przeciwokrętowych odrzutowych pocisków skrzydlatych KSSzcz (Szczuka). Zasięg pocisku był większy niż zasięg wykrywania celów okrętowych stacji radiolokacyjnych i Ka-15 miały za zadanie wskazywanie celów znajdujących się za horyzontem. Plany nie zostały zrealizowane, okazało się, że wygospodarowanie miejsca na stałe stacjonowanie śmigłowca na pokładzie niszczycieli wymagałoby zbyt dużej ingerencji w ich konstrukcję. Okrętami, które od początku były projektowane pod kątem etatowego wyposażenia je w śmigłowce pokładowe, były niszczyciele rakietowe projektu 57bis. Na rufie okrętu znajdowała się mała platforma, na której mógł bazować śmigłowiec Ka-15 wskazujący cele dla pocisków, a pod pokładem wygospodarowano pomieszczenia dla załogi i obsługi śmigłowca. Misja Ka-15 miała polegać na przekazywaniu za pomocą aparatury telewizyjnej Grusza obrazu celu na pokład niszczyciela. Niestety, system nie wyszedł poza stadium wstępnych prób i w praktyce pilotowi śmigłowca pozostało przekazywanie informacji i położeniu celu głosem, droga radiową. 
Ka-15 nie zagościł na długo w radzieckiej marynarce i już w 1962 roku śmigłowiec został wycofany z uzbrojenia.

## Konstrukcja
Ka-15 miał metalową konstrukcję z wirnikami zbudowanymi w układzie współosiowym i podwójnym usterzeniem. Śmigłowiec mógł być wyposażony w podwozie kołowe lub dwoma pływakami po obu stronach kadłuba. Wersja z pływakami bywa określana jako Ka-15G.

## Użytkownicy
- ZSRR – Marynarka Wojenna[2]
- ZSRR – Aerofłot[3]